# 서울특별시의 유형문화유산 (2020년대)
서울특별시 유형문화유산은 시도지정문화유산 중에서 서울특별시에 있는 유산을 의미한다.

## 지정 목록

### 2020년대 지정
| 번호  | 사진 | 명칭                                      | 소재지    | 관리자 (단체) | 지정일               | 참조 |
| 459호 |      | 청자음각 앵무문 정병 (靑磁陰刻鸚鵡文淨甁) | 서울 중구 | 이종훈        | 2020년 2월 13일 지정 |      |